# X Factor - The Christmas Album
X Factor - The Christmas Album, è un album raccolta contenente cover natalizie interpretate da alcuni concorrenti delle prime tre edizioni di X Factor.
È stata pubblicata il 27 novembre 2009.

## Tracce
1. Marco Mengoni – White Christmas
2. Daniele Magro – Silent Night
3. Farias – Last Christmas
4. Chiara Ranieri – Calling it Christmas
5. Aram Quartet – O Come All Ye Faithful
6. Ambra Marie – Have Yourself A Merry Little Christmas
7. Damiano Fiorella – Halleluja
8. Tutti i cantanti di X Factor 3 – All I Want For Christmas Is You
9. Yavanna – Christmas Secret
10. Jury Magliolo – Happy Christmas (War is over)
11. Matteo Becucci – The Christmas Song